# Норт Топсејл Бич (Северна Каролина)
Норт Топсејл Бич (енгл. North Topsail Beach) град је у америчкој савезној држави Северна Каролина.

## Демографија
По попису из 2010. године број становника је 743, што је 100 (-11,9%) становника мање него 2000. године.
| Група             | 2000.       | 2010.       |
| Белци             | 771 (91,5%) | 687 (92,5%) |
| Афроамериканци    | 40 (4,7%)   | 13 (1,7%)   |
| Азијати           | 7 (0,8%)    | 10 (1,3%)   |
| Хиспаноамериканци | 7 (0,8%)    | 24 (3,2%)   |
| Укупно            | 843         | 743         |